# 5つの学部と4つの学科
五院四系とは、中華人民共和国国内の一部の法学専門の学院および学部を指す。これらの大学の法学部門は、中国の法学教育界において重要な地位を占めており、中国の法治発展および法治建設に重大な影響を与えている。
「五院」は、それぞれ北京政法学院、西南政法学院、華東政法学院、西北政法学院、中南政法学院を指す。「四系」は、それぞれ北京大学法律系、中国人民大学法律系、武漢大学法律系、吉林大学法律系を指す。現在「五院」はすべて政法大学となり、「四系」もすべて法学院となり、「五校四院」とも呼ばれている。

## 地位
中華人民共和国成立初期、中央人民政府の統一的な指導のもと、全国の高等教育機関において学部・学科の調整が行われ、全国各大区に北京政法学院、西南政法学院、華東政法学院、西北政法学院、中南政法学院が設立された。さらに、北京大学、中国人民大学、吉林大学、武漢大学などの総合大学において法律学部が相次いで設置され、または復活し、中国の法学教育は初めて規模を整えた。

## 沿革
「五院」とその名称変更の時期は以下の通り：
- 北京政法学院 → 中国政法大学（1983年更名）
- 西南政法学院 → 西南政法大学（1995年更名）
- 中南政法学院、中南財経大学合併 → 中南財経政法大学（2000年更名）
- 西北政法学院 → 西北政法大学（2006年更名）
- 華東政法学院 → 華東政法大学（2007年更名）

「四系」とその改制の時期は以下の通りです：
- 北京大学法律学系 → 北京大学法学院（1999年改制）
- 中国人民大学法律系 → 中国人民大学法学院（1988年改制）
- 武漢大学法律系 → 武漢大学法学院（1986年改制）
- 吉林大学法律系 → 吉林大学法学院（1988年改制）